# XChat
XChat (ook geschreven als Xchat of xchat) is een programma om via IRC met anderen via tekstberichten over het internet te communiceren. Het programma is een populaire UNIX-cliënt, maar er is ook een versie voor Windows beschikbaar. Het programma is te verkrijgen onder de GNU General Public License.
Sinds augustus 2004 moet er voor de Windows-versie van XChat betaald worden, en dit na een proefperiode van 30 dagen waardoor XChat voor Windows shareware is. Volgens de maker van het programma worden deze kosten berekend vanwege het moeilijke proces om de software onder Windows te compileren. Er zijn echter verschillende gratis versies van XChat op internet te vinden doordat de broncode van de Windows-versie nog steeds vrij beschikbaar wordt gesteld.
Ook werkt XChat via Fink.

## Functies
- Chatten via IRC op onder meer Freenode en Moznet.
- Bestandsoverdrachten via DCC.
- Grafische smileys (enkel Windows).
- Tabbladen om te wisselen tussen openstaande chatconversaties en kanalen.